# Oudstudentenbond VUB
De Oudstudentenbond van de Vrije Universiteit Brussel (OSB-VUB) is de alumnivereniging van de Vrije Universiteit Brussel (VUB) en vormt een netwerk voor oud-studenten, medewerkers en sympathisanten van de Vrije Universiteit Brussel. De vereniging werd opgericht met als doel de band tussen de VUB en haar alumni te versterken, levenslang leren te stimuleren en maatschappelijke betrokkenheid te bevorderen.
OSB-VUB organiseert activiteiten zoals lezingen, boekvoorstellingen, netwerkavonden en debatten rond maatschappelijke, wetenschappelijke en culturele thema’s. Daarnaast ondersteunt de organisatie lokale afdelingen en partnerverenigingen in heel Vlaanderen.
De werking van OSB-VUB is gebaseerd op de waarden van Vrij Onderzoek en kritisch denken en het Vrijzinnig Humanisme. De vereniging werkt autonoom, maar nauw samen met de Vrije Universiteit Brussel en met organisaties zoals DeMens.nu (UVV)
Het lidmaatschap staat open voor iedereen die de missie van OSB-VUB en de basisbeginselen van het Vrij Onderzoek onderschrijft. Leden krijgen toegang tot exclusieve activiteiten, publicaties en netwerkmogelijkheden. De organisatie wordt ondersteund door een team van vaste medewerkers en vrijwilligers.

## De geschiedenis van de Oudstudentenbond VUB (OSB)
Op 20 november 1834 werd de Université Libre de Bruxelles (ULB) opgericht als een vrijzinnige universiteit als reactie op de verstrengeling van kerk en politiek en als tegenhanger van de Katholieke Universiteit van Mechelen, later bekend als de Katholieke Universiteit Leuven. De oprichting van de ULB was een reactie op de vrees onder vrijzinnigen dat de bisschoppen een monopolie zouden hebben op universitair onderwijs.
Negen jaar na de oprichting van de ULB zag de 'Union des Anciens Etudiants de l'Université Libre de Bruxelles (UAE) het daglicht. In 1956, het jaar waarin het Brussels Studentengenootschap 'Geen Taal - Geen Vrijheid' zijn honderdjarig bestaan vierde, werd de Oudstudentenbond (OSB) opgericht als een afdeling binnen de UAE. Dit initiatief werd geleid door onder andere Rem Reniers, met Willem Verougstraete als eerste voorzitter. De OSB speelde een belangrijke rol bij de ontwikkeling van de Nederlandstalige afdeling van de ULB, die later de VUB zou worden.
In mei 1968 vond er een grote omwenteling plaats aan de ULB, geïnspireerd door de gebeurtenissen in Parijs. Studenten kwamen in opstand tegen het strenge beheer, het verouderde onderwijs en de elitaire visie van de universiteit. Ze streden voor participatie, democratisering en emancipatie. Na aanvankelijke gezamenlijke protesten van Franstalige en Nederlandstalige studenten, kwam op 22 mei 1969 de eis voor tweetaligheid van de Vlaamse studenten. Op 1 oktober 1969 werd de splitsing van de universiteit een feit en ontstonden er twee vrije universiteiten in Brussel: een Franstalige (ULB) en een Nederlandstalige (VUB).
Bijna gelijktijdig met de oprichting van de VUB in 1969 werd de Oudstudentenbond een zelfstandige rechtspersoon. In september 1969 werd de aparte non-profitorganisatie opgericht en op 9 oktober 1969 werd het 'Akkoord UAE-OSB' ondertekend. Sindsdien is de Oudstudentenbond VUB uitgegroeid tot een actieve vereniging met ongeveer 10.000 leden. De OSB is lid van de Unie van Vrijzinnige Verenigingen.

## Ere-voorzitters
- 2021 - heden: Jan De Groote
- 2019 - 2021: Geert (Gorby) Royemans
- 2016 - 2019: Nicolas Dutré
- 1014 - 2016: Sam Vancampenhout
- 2009 - 2014: Jimmy Baes
- 2007 - 2009: Olivier Verschaeve
- 2004 - 2007: Dana Huygh
- 2001 - 2004: Luc Vanhee †
- 1998 - 2001: Filip Moeykens
- 1995 - 1998: Oscar Vankesbeeck †
- 1994 - 1995: Eginhard Van Wilder
- 1989 - 1994: Jan Wauters
- 1986 - 1989: Dominique Rigaux
- 1981 - 1986: Jef Brouwers
- 1978 - 1981: Tony Tillez
- 1977 - 1978: Henri De Knibber
- 1974 - 1977: Ludi Van Buyten
- 1972 - 1974: Wilfried Decrock
- 1970 - 1972: Bart De Schutter